# 艾于斯托德岬
69°42′S 37°46′E / 69.700°S 37.767°E
艾于斯托德岬，是南極洲的海岬，位於毛德皇后地的哈拉爾王子海岸，處於呂佐夫-霍爾姆灣南面，根據挪威探險隊拍攝的空中照片繪入地圖，現時由南極條約體系管理。

## 外部連結
- 本条目引用的公有领域材料来自美国地质调查局的文档《艾于斯托德岬》 （資料來自地名信息系统）。